# Kråkskärs harun
Kråkskärs harun är en ö nära Husskär i Nagu,  Finland. Den ligger i Skärgårdshavet i Pargas stad i den ekonomiska regionen  Åboland i landskapet Egentliga Finland, i den sydvästra delen av landet. Ön ligger omkring 3 kilometer väster om Husskär, 25 kilometer söder om Nagu kyrka, 55 kilometer söder om Åbo och omkring 160 kilometer väster om Helsingfors. Närmaste allmänna förbindelse är förbindelsebryggan vid Knivskär som trafikeras av M/S Nordep. Kråkskärs harun ligger 6 meter över havet.
Öns area är 1 hektar och dess största längd är 150 meter i nord-sydlig riktning. Det finns inga samhällen i närheten.